# 쑤위구
쑤위구(한국어: 숙예구, 중국어: 宿豫区, 병음: Sùyù Qū)는 중화인민공화국 장쑤성 쑤첸 시의 현급 행정구역이다. 넓이는 1236km2이고, 인구는 2007년 기준으로 700,000명이다.

## 행정 구역
14개 진, 3개 향을 관할한다.
- 진: 顺河镇, 晓店镇, 蔡集镇, 王官集镇, 皂河镇, 仰化镇, 大兴镇, 丁嘴镇, 来龙镇, 黄墩镇, 陆集镇, 关庙镇, 侍岭镇, 新庄镇.
- 향: 井头乡, 曹集乡, 保安乡.